# Staré
Staré je malá vesnice, část obce Třebívlice v okrese Litoměřice. Nachází se asi 2,5 km na sever od Třebívlic. V roce 2009 zde bylo evidováno 32 adres. V roce 2011 zde trvale žilo 63 obyvatel.
Staré (okres Litoměřice) je zároveň název katastrálního území č. 754102 o rozloze 1,43 km2. Toto území sousedí s katastrálními územími Skalice, Blešno, Dřemčice, Šepetely a Leská a v jeho obvodu se nachází vrch Linhorka.

## Historie
Nejstarší písemná zmínka pochází z roku 1408.

## Obyvatelstvo
|                                                                              | 1869 | 1880 | 1890 | 1900 | 1910 | 1921 | 1930 | 1950 | 1961 | 1970 | 1980 | 1991 | 2001 | 2011 |
| ---------------------------------------------------------------------------- | ---- | ---- | ---- | ---- | ---- | ---- | ---- | ---- | ---- | ---- | ---- | ---- | ---- | ---- |
| Obyvatelé                                                                    | 114  | 112  | 112  | 101  | 94   | 95   | 90   | 59   | 69   | 66   | 64   | 56   | 60   | 63   |
| Domy                                                                         | 20   | 20   | 21   | 21   | 22   | 22   | 23   | 23   | 60   | 19   | 19   | 23   | 21   | 22   |
| Počet domů z roku 1961 zahrnuje domy místních částí Dřevce, Leská a Skalice. |      |      |      |      |      |      |      |      |      |      |      |      |      |      |

## Pamětihodnosti
- Socha Piety
- Kamenná slunce – geologická zajímavost severozápadně od vesnice
- Linhorka – vrch při západním okraji vesnice, geologická a mineralogická lokalita

## Galerie

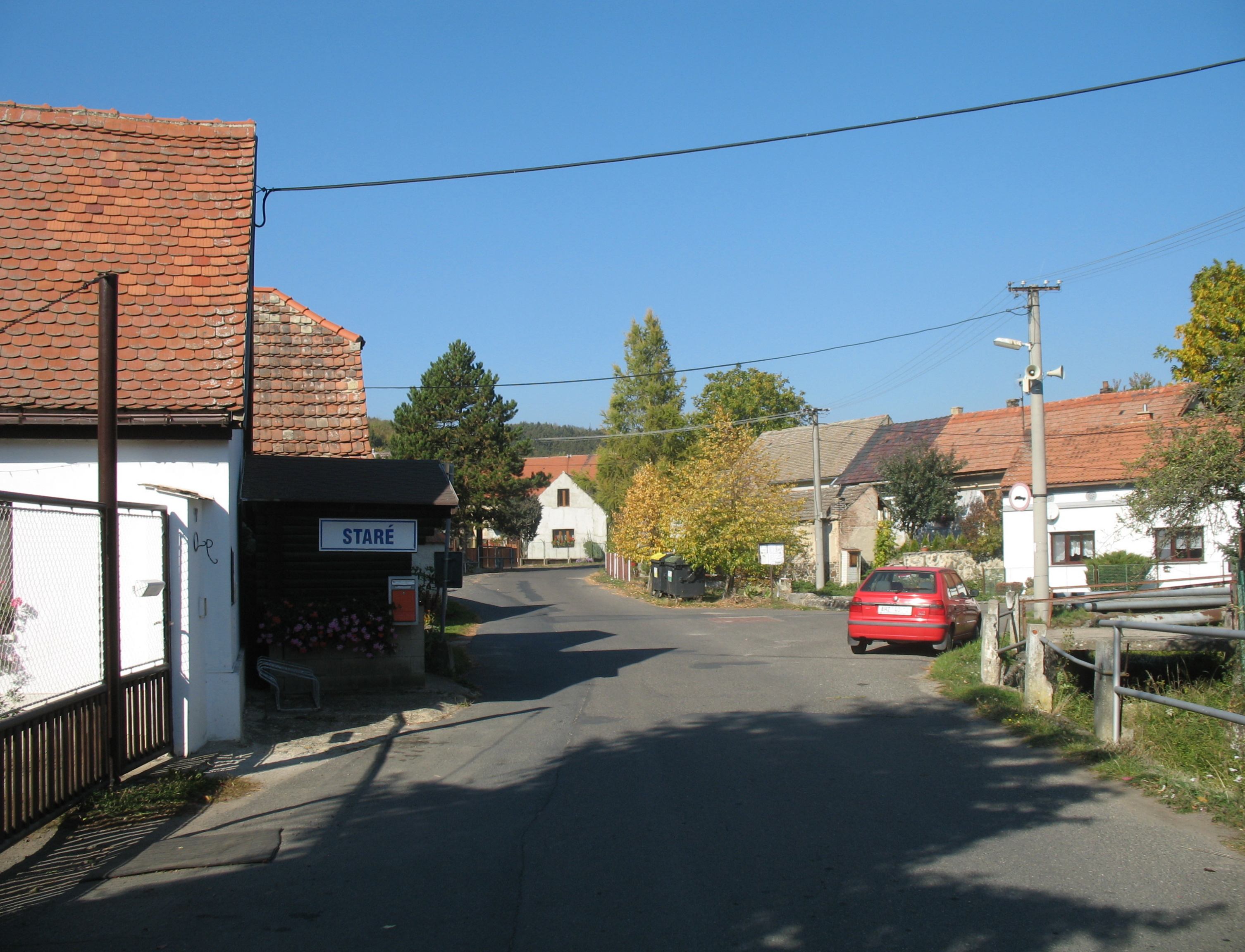
Autobusová zastávka v centru obce
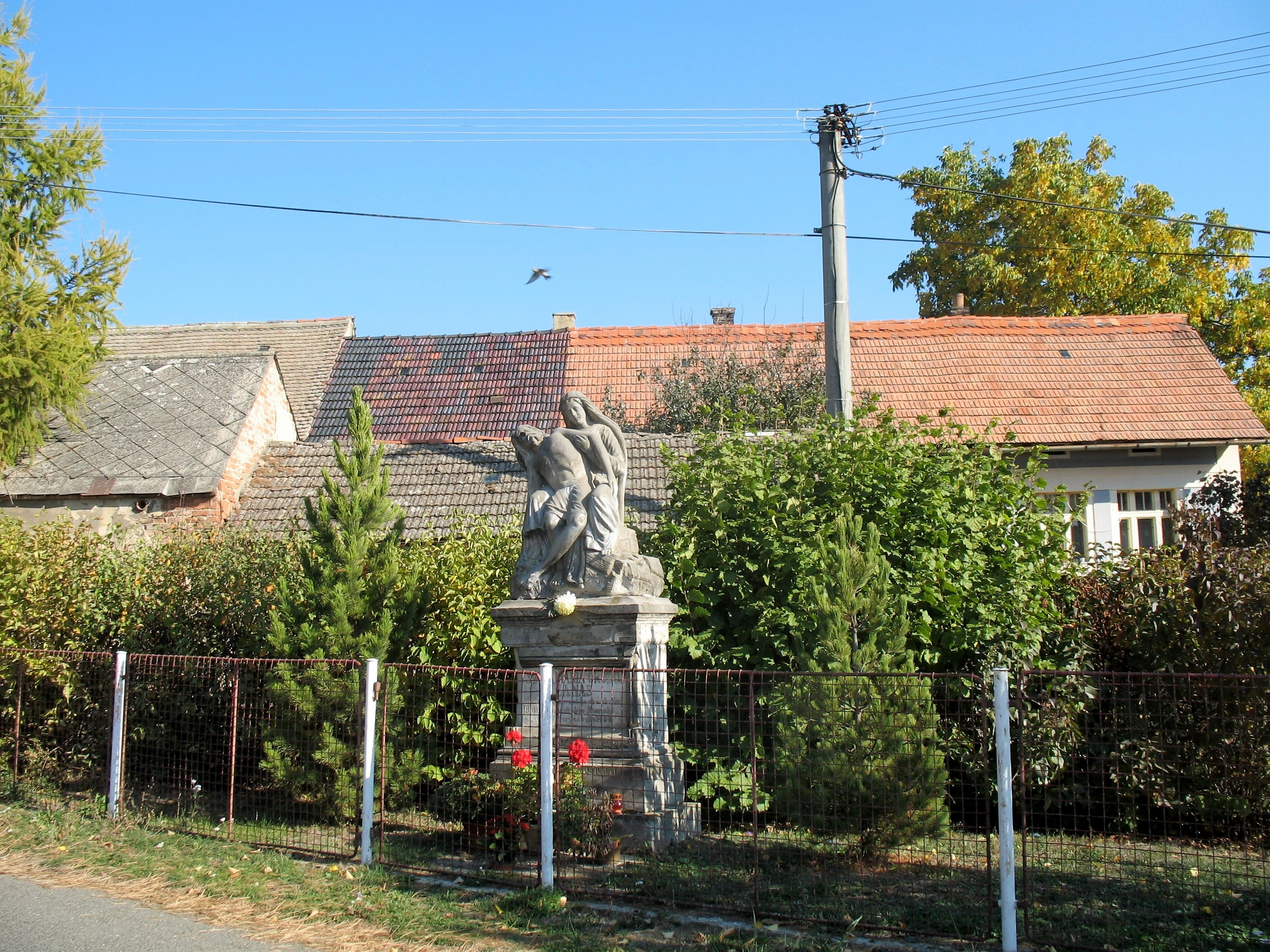
Socha Piety
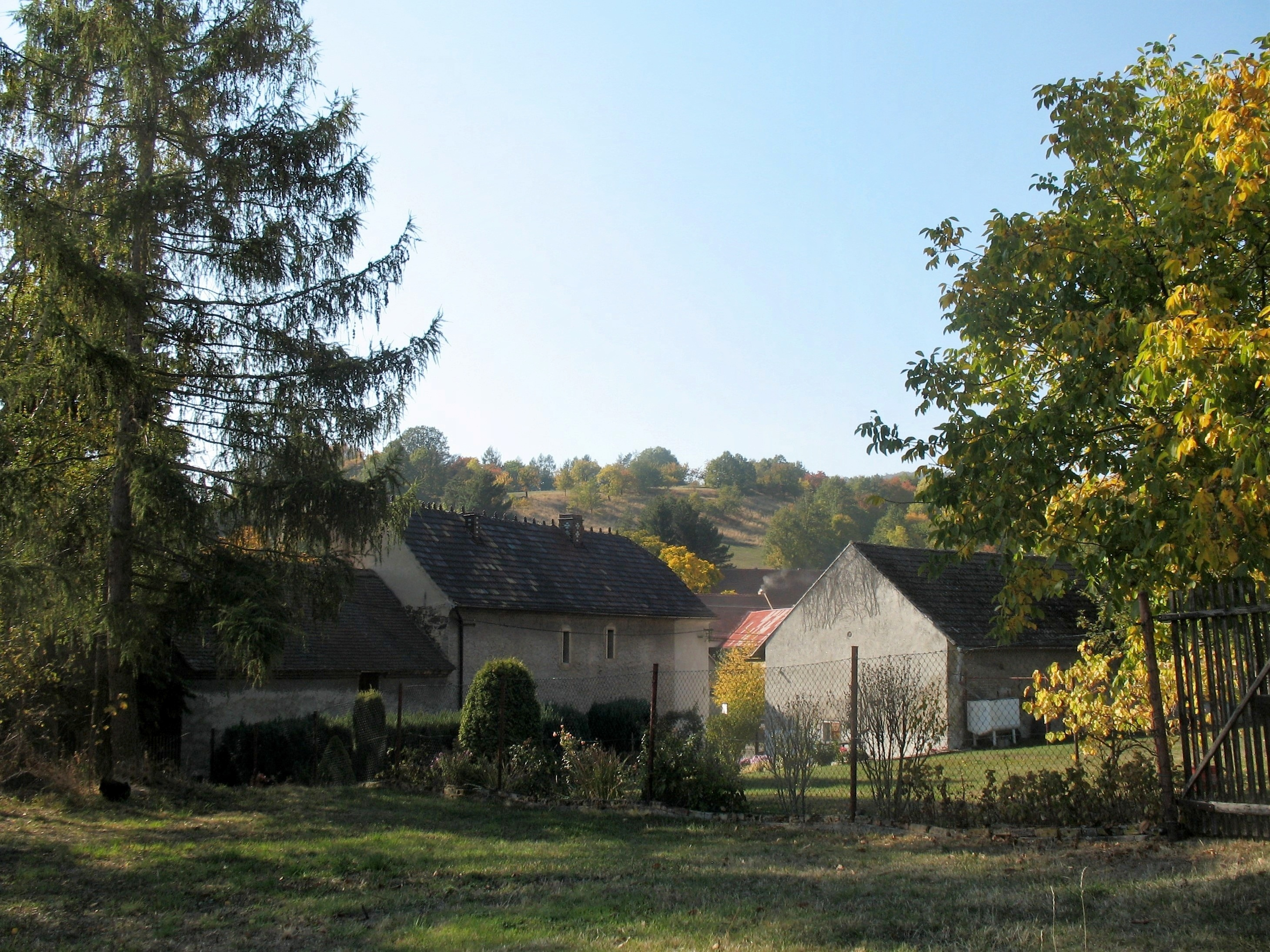
Návrší Linhorky
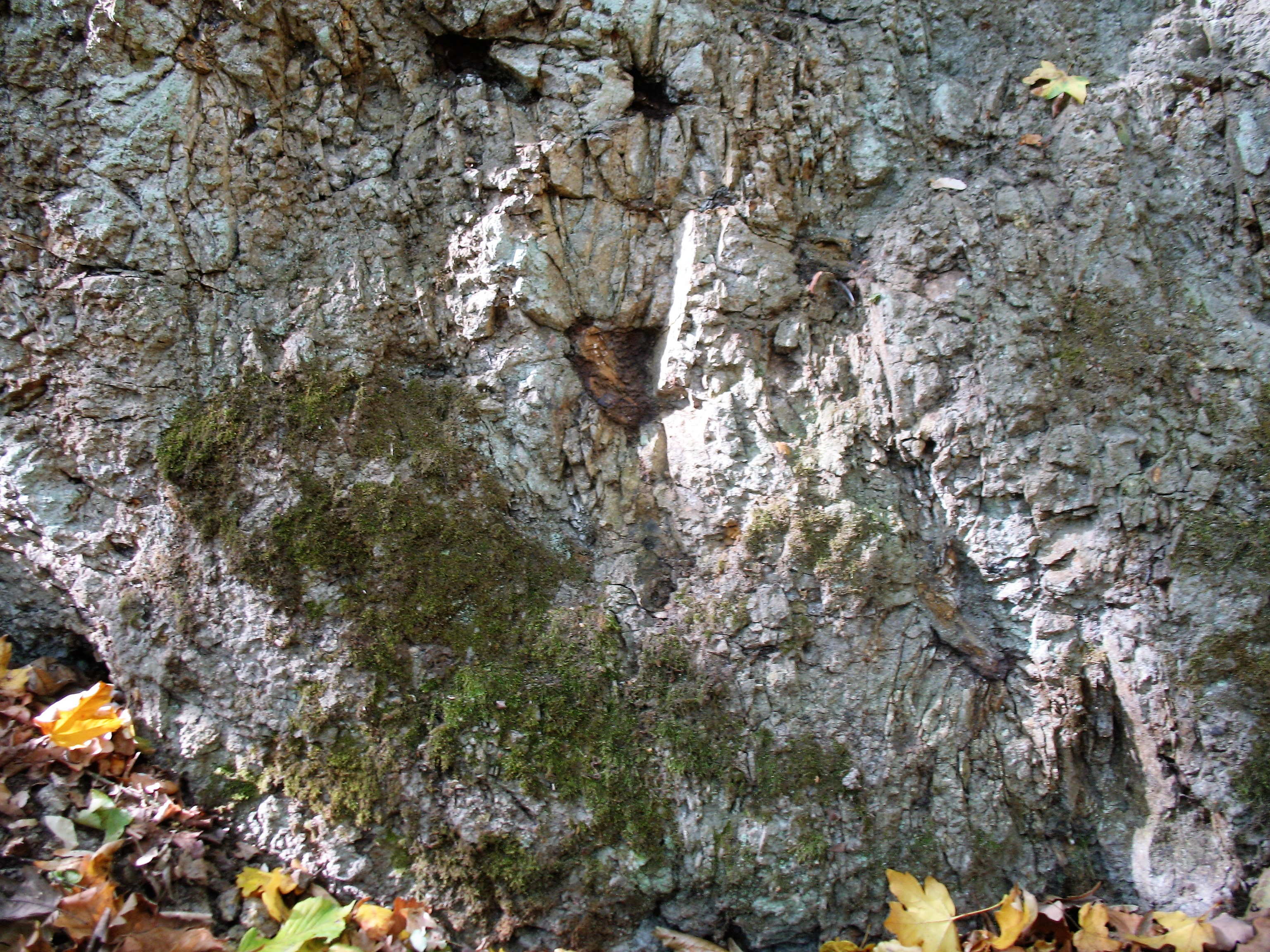
Kamenná slunce
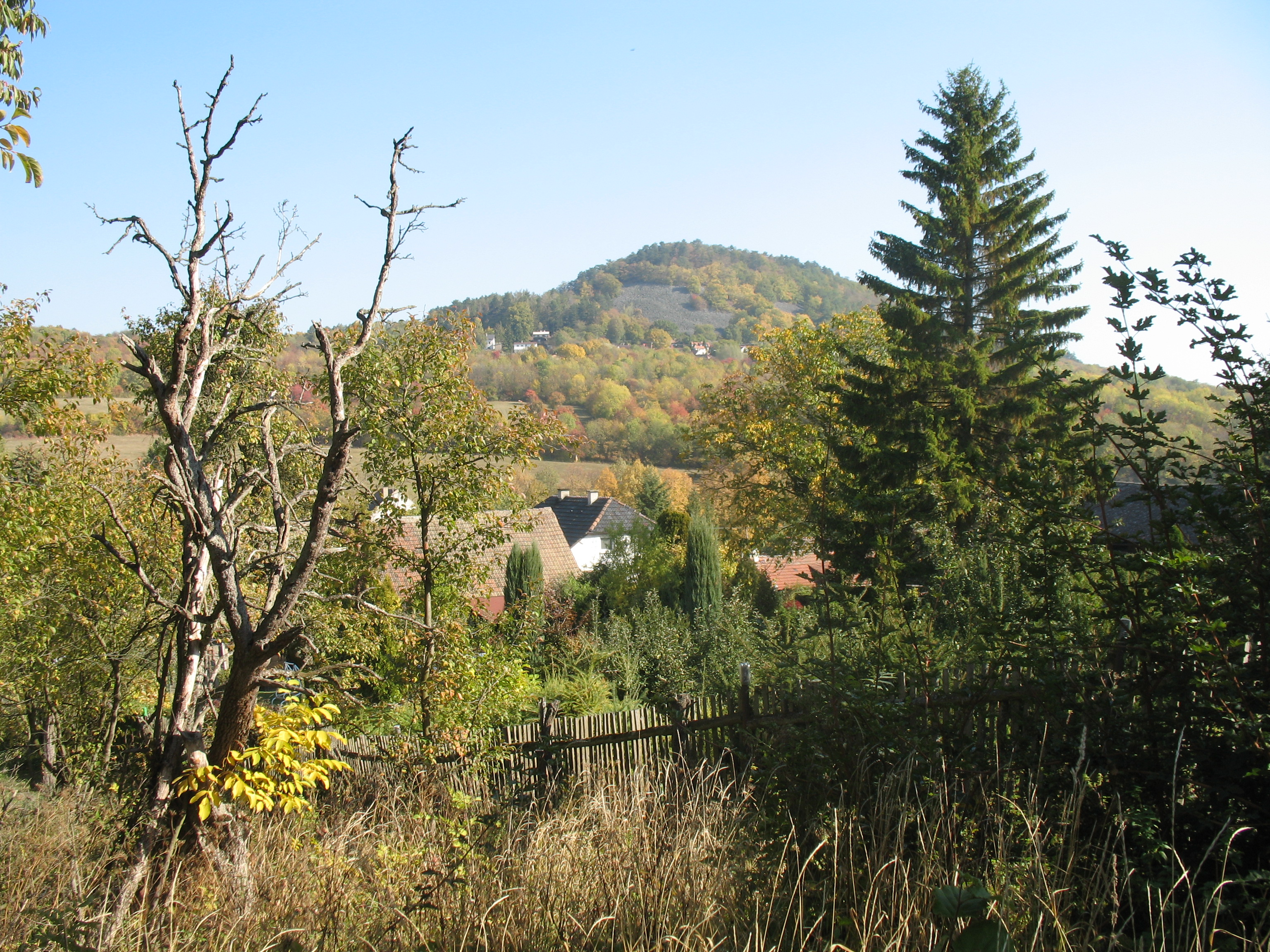
Pohled k Blešnu
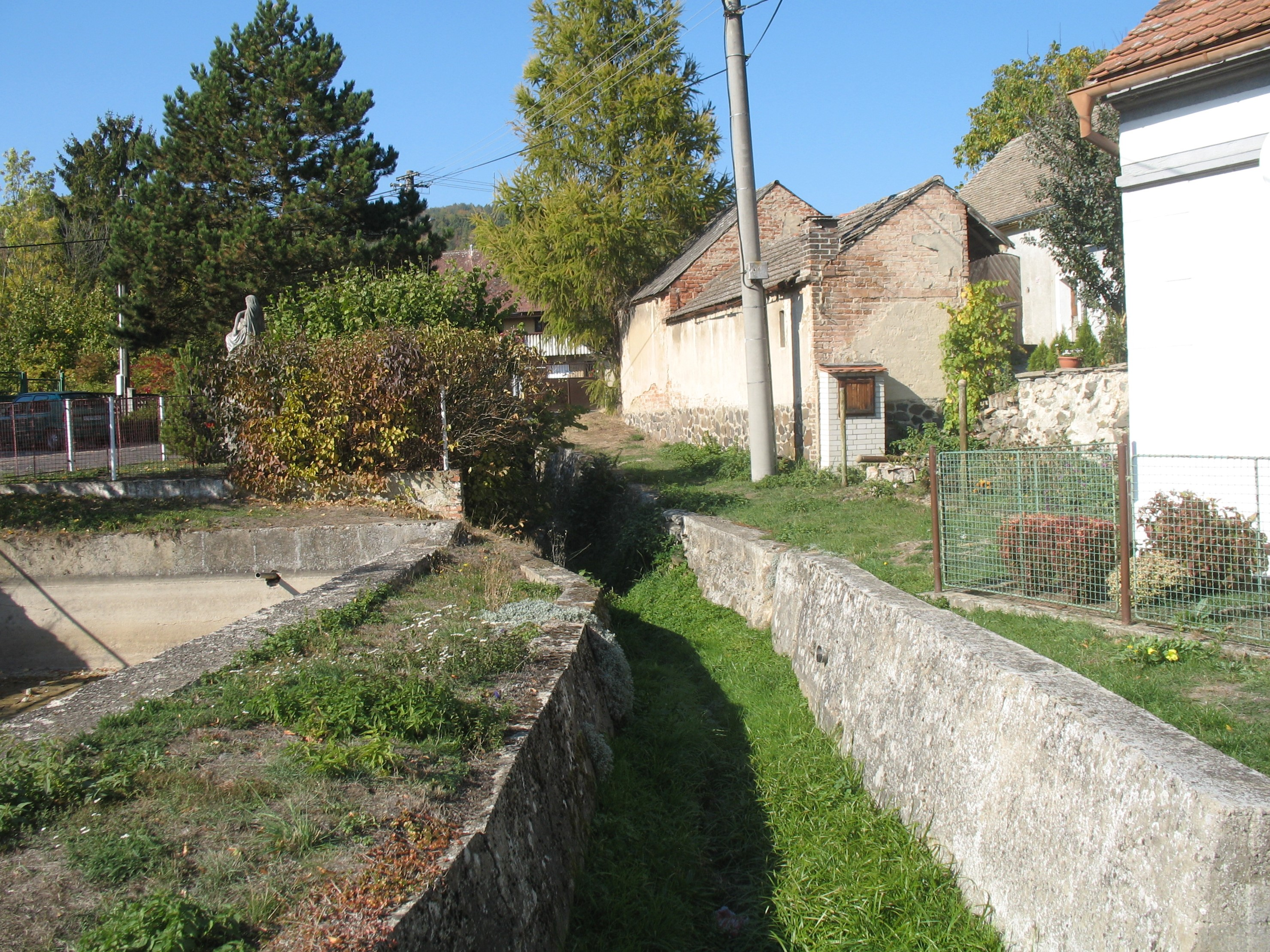
Kuzovský potok ve vsi